# Цобопор
Цобопор (арм. Ծոբոփոր; также известен как Цоб) — гавар в провинции Гугарк Великой Армении

## История
Согласно Мовсесу Хоренаци, потомок сыновей Шара - Гушар, унаследовал гавары Мтин (Кангарк), половину Джавахка, Колб (Кохбопор), Цоб (Цобопор) и Дзор (Дзоропор) вплоть до крепости Хнаракерт.

## Источник
- Т. Х. Акобян (1981). Историческая география Армении. Ереван, издательство «Митк»  (арм.)